# Leptoconops werneri
Leptoconops werneri är en tvåvingeart som beskrevs av Wirth och Atchley 1973. Leptoconops werneri ingår i släktet Leptoconops och familjen svidknott. Inga underarter finns listade i Catalogue of Life.